# ライアン・チャーチ
ライアン・チャーチ（Ryan Matthew Church , 1978年10月14日 - ）は、アメリカ合衆国・カリフォルニア州サンタバーバラ出身の元プロ野球選手（外野手）。左投左打。

## 経歴

### プロ入り - インディアンス時代 (2000 - 2003)
2000年6月5日に、ドラフト14巡目でクリーブランド・インディアンスから指名され、6月7日に契約を結んだ。契約後、マイナーリーグのマホーニングバレー・スクラッパーズ (A-級) に配属され、73試合に出場。打撃面では打率.298・10本塁打・65打点・11盗塁・OPS0.899という成績を残した。守備面ではライトを52試合、レフトを15試合、センターを1試合で守り、3ポジション計で3失策・守備率.973という成績を残した。
2001年は、A+級のキンストン・インディアンスとA級のコロンバス・レッドスティックスの2階級でプレー。2チーム計で125試合に出場し、打率.278・22本塁打・91打点・5盗塁・OPS0.890という打撃成績を残した。守備面では、前年に引き続き外野3ポジションを守り、最多はライトで109試合だった。
2002年は、キンストンとアクロン・エアロズ (AA級) の2チームに所属。キンストンでは53試合に出場し、打率.326・10本塁打・30打点・4盗塁・OPS1.002という成績を記録。そして、アクロンでは71試合の出場で、打率.296・12本塁打・51打点・1盗塁・OPS0.830という成績を記録。2チーム合算では、打率.307・22本塁打・81打点・5盗塁・OPS0.899だった。守備面では、両チームでセンターとライトを守り、全て合算で115試合の外野守備で4失策・OPS0.983という成績を残した。
2003年はアクロンのみでプレーし、99試合に出場。打率.261・13本塁打・52打点・4盗塁・OPS0.754という打撃成績と、98試合の外野守備で6失策・守備率.977という守備成績を残した。また、アリゾナ・フォールリーグも経験し、ここではメサ・デザートドッグズでプレーした。

### エクスポズ及びナショナルズ時代 (2004 - 2007)

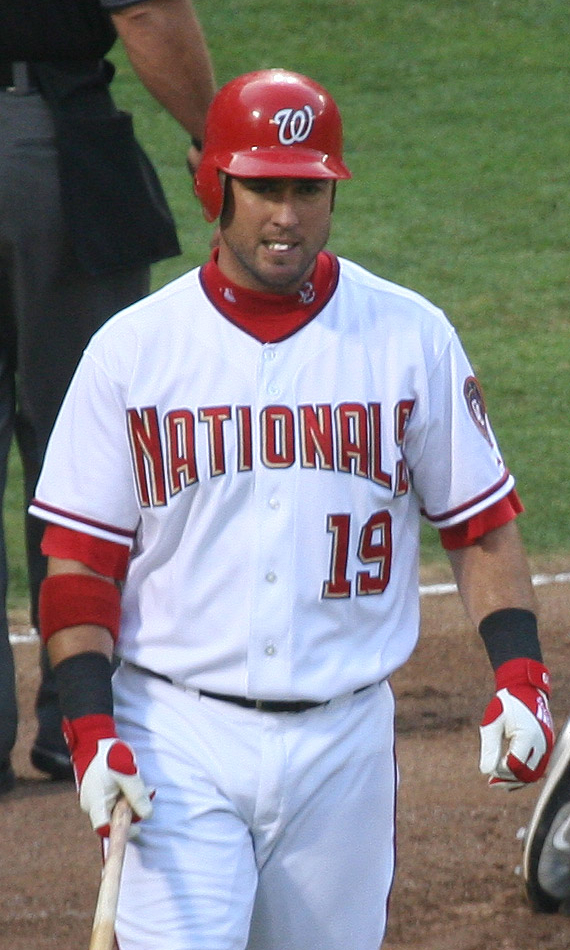
2007年7月19日

2004年1月4日に、スコット・ステュワートとのトレードで、マイサー・イズトゥリスと共にワシントン・ナショナルズ (当時の球団名はモントリオール・エクスポズ) へ移籍した。移籍後は好調を維持し、最終的にはAAA級のエドモントン・トラッパーズで98試合に出場して、打率.343・17本塁打・78打点・OPS1.047という成績を記録。メジャー昇格を果たし、8月21日のコロラド・ロッキーズ戦でメジャーデビューした。メジャーでは30試合に出場し、打率.175・1本塁打・6打点・OPS0.495という成績を残した。また、守備では外野3ポジションを計18試合で守り、無失策・DRS+4を記録した。
2005年は、5月に打率.377・1本塁打・11打点という成績を残し、同月のルーキー・オブ・ザ・マンスに選出された。翌6月も、打率.368・4本塁打・13打点と好成績を残したが、肩と鎖骨を負傷してDL入りした。その後、オールスター後に復帰したが、DL入りする前の調子は取り戻せなかった。最終的には102試合に出場し、打率.287・9本塁打・42打点・3盗塁・OPS0.820という打撃成績を記録。また、守備では85試合の外野守備 (3ポジション) で、無失策・DRS+1だった。なお同年は、マイナーではAA級のハリスバーグ・セネターズで4試合に出場しただけであり、打率.278・OPS0.611だった。
2006年は、メジャー昇格直後に3試合で4本塁打を放って注目されたが、その後調子を落として5月中旬にAAAへ降格した。しかし、マイナーで調子を取り戻して7月22日にメジャー復帰し、打率.305を記録してメジャーに定着した。この年は71試合に出場し、打率.276・10本塁打・35打点・6盗塁・OPS0.891という成績を残した。守備面では、メジャー昇格から3年連続で外野3ポジション全てを守り、通算62試合で2失策・守備率.986・DRS-2という成績を残した。なお、マイナーではAAA級のニューオーリンズ・ゼファーズとハリスバーグで計58試合に出場し、打率.242・9本塁打・32打点・6盗塁・OPS0.754を記録した。
2007年は、自己最高の144試合に出場して規定打席に到達。打率.272・15本塁打・70打点・3盗塁・OPS0.813という打撃成績と、128試合の外野守備で3失策・守備率.991・DRS+10という守備成績を残した。なお同年は、メジャーでは初めてライトを守らずに終えた。

### メッツ時代 (2008 - 2009)
2007年11月30日に、ラスティングス・ミレッジとのトレードで、ブライアン・シュナイダーと共にニューヨーク・メッツへ移籍した。

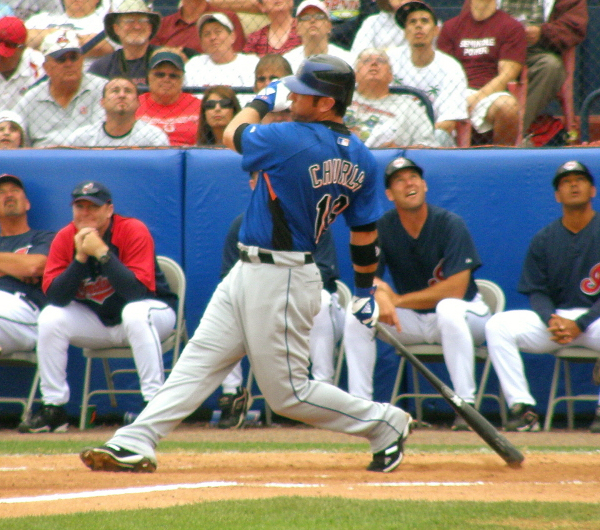
2008年3月22日

メッツ移籍初年の2008年は、5月まで好調を維持していたが、元々脳に軽い損傷を受けていたところに移籍のプレッシャーや疲労が重なり、6月に脳震盪後症候群を発症した。この治療に約2ヵ月を要したこともあり、同年は90試合の出場で打率.276・12本塁打・49打点・2盗塁・OPS0.785という成績だった。守備ではライトに専念し、83試合の右翼守備で1失策・守備率.995・DRS+4という成績を残した。また、マイナーではニューオーリンズ (2008年はメッツ傘下) 、ビンガムトン・メッツ (AA級) 、ブルックリン・サイクロンズ (A-級) 、GCL・メッツ (ルーキー級) の4階級で8試合に出場し、打率.200・3打点・OPS0.539という成績を残した。
2009年は、67試合に出所して打率.280・2本塁打・22打点・6盗塁・OPS0.707という成績を残していた。

### ブレーブス時代 (2009)
2009年7月10日に、ジェフ・フランコーアとのトレードでアトランタ・ブレーブスへ移籍した。ブレーブス移籍後は、44試合の出場で打率.260・2本塁打・18打点・OPS0.749という成績を記録。2チーム計では、111試合の出場で打率.273・4本塁打・40打点・6盗塁・OPS0.722という打撃成績と、105試合の外野守備 (センターとライト) で2失策・守備率.990・DRS+11という成績を残した。オフの12月12日にFAとなった。

### パイレーツ時代 (2010)
2010年1月11日に、ピッツバーグ・パイレーツと契約を結んだ。パイレーツでは69試合に出場し、打率.182・3本塁打・18打点・1盗塁・OPS0.552という成績だった。守備面では、外野3ポジションを計45試合で守り、無失策・DRS+3を記録した。

### ダイヤモンドバックス時代 - 引退 (2010)
2010年7月31日に、ペドロ・シリアコ、クリス・スナイダーとのトレードで、D.J.カラスコ、ボビー・クロスビーと共にアリゾナ・ダイヤモンドバックスへ移籍した。ダイヤモンドバックスでは37試合に出場し、打率.265・2本塁打・7打点・OPS0.835という成績を残した。移籍前との合算では、106試合の出場で打率.201・5本塁打・25打点・1盗塁・OPS0.616だった。そして、12月2日にFAとなった。
その後、前述の脳震盪の影響が続いたこともあり、現役引退した。

## その他

### 問題発言
2005年、チャーチは当時付き合っていたユダヤ人のガールフレンドとの関係についてナショナルズ専属の牧師、ジョン・モーラーに相談をし、その際の「牧師様に『ユダヤ人の彼女はイエス様を信じようとしない。イエス様を信じないユダヤ人たちは地獄に落ちてしまうのでしょうか？』と尋ねたら、牧師様は首を縦に振って『そのとおりだ』と答えたんだ！ だからキリスト教以外では天国に行けないってことを、彼らユダヤ人たちに教えてあげたいと思う。」というやりとりを公表した。
これが「ナショナルズのユダヤ人に対する公式見解なのか？！」というユダヤ系団体の猛抗議を招いたため、ナショナルズはモーラー牧師を解雇し、チャーチは謝罪声明を発表した。

## 詳細情報

### 年度別打撃成績
| 年 度    | 球 団    | 試 合 | 打 席 | 打 数 | 得 点 | 安 打 | 二 塁 打 | 三 塁 打 | 本 塁 打 | 塁 打 | 打 点 | 盗 塁 | 盗 塁 死 | 犠 打 | 犠 飛 | 四 球 | 敬 遠 | 死 球 | 三 振 | 併 殺 打 | 打 率 | 出 塁 率 | 長 打 率 | O P S |
| -------- | -------- | ----- | ----- | ----- | ----- | ----- | -------- | -------- | -------- | ----- | ----- | ----- | -------- | ----- | ----- | ----- | ----- | ----- | ----- | -------- | ----- | -------- | -------- | ----- |
| 2004     | MON WSH  | 30    | 71    | 63    | 6     | 11    | 1        | 0        | 1        | 15    | 6     | 0     | 0        | 1     | 0     | 7     | 1     | 0     | 16    | 3        | .175  | .257     | .238     | .495  |
| 2005     | MON WSH  | 102   | 301   | 268   | 41    | 77    | 15       | 3        | 9        | 125   | 42    | 3     | 2        | 1     | 3     | 24    | 0     | 5     | 70    | 6        | .287  | .353     | .466     | .819  |
| 2006     | MON WSH  | 71    | 230   | 196   | 22    | 54    | 17       | 1        | 10       | 103   | 35    | 6     | 1        | 3     | 2     | 26    | 0     | 3     | 60    | 4        | .276  | .366     | .526     | .892  |
| 2007     | MON WSH  | 144   | 530   | 470   | 57    | 128   | 43       | 1        | 15       | 218   | 70    | 3     | 2        | 0     | 3     | 49    | 4     | 8     | 107   | 12       | .272  | .349     | .464     | .813  |
| 2008     | NYM      | 90    | 359   | 319   | 54    | 88    | 14       | 1        | 12       | 140   | 49    | 2     | 3        | 1     | 3     | 33    | 3     | 3     | 83    | 9        | .276  | .346     | .439     | .785  |
| 2009     | NYM      | 67    | 255   | 232   | 26    | 65    | 16       | 0        | 2        | 87    | 22    | 6     | 2        | 2     | 2     | 17    | 4     | 2     | 36    | 7        | .280  | .332     | .375     | .707  |
| 2009     | ATL      | 44    | 144   | 127   | 20    | 33    | 12       | 0        | 2        | 51    | 18    | 0     | 0        | 0     | 0     | 16    | 2     | 1     | 22    | 4        | .260  | .347     | .402     | .749  |
| '09計    | ATL      | 111   | 399   | 359   | 46    | 98    | 28       | 0        | 4        | 138   | 40    | 6     | 2        | 2     | 2     | 33    | 6     | 3     | 58    | 11       | .273  | .338     | .384     | .722  |
| 2010     | PIT      | 69    | 183   | 170   | 16    | 31    | 11       | 1        | 3        | 53    | 18    | 1     | 0        | 0     | 0     | 12    | 0     | 1     | 46    | 3        | .182  | .240     | .312     | .552  |
| 2010     | ARI      | 37    | 55    | 49    | 9     | 13    | 5        | 0        | 2        | 24    | 7     | 0     | 0        | 0     | 0     | 4     | 1     | 2     | 19    | 0        | .265  | .345     | .490     | .835  |
| '10計    | ARI      | 106   | 238   | 219   | 25    | 44    | 16       | 1        | 5        | 77    | 25    | 1     | 0        | 0     | 0     | 16    | 1     | 3     | 65    | 3        | .201  | .265     | .352     | .616  |
| MLB：7年 | MLB：7年 | 654   | 2128  | 1894  | 251   | 500   | 134      | 7        | 56       | 816   | 267   | 21    | 10       | 8     | 13    | 188   | 15    | 25    | 459   | 48       | .264  | .336     | .431     | .767  |

- MON（モントリオール・エクスポズ）は、2005年にWSH（ワシントン・ナショナルズ）に球団名を変更

### 獲得タイトル・表彰・記録
- ルーキー・オブ・ザ・マンス：1回 （2005年5月）

### 背番号
- 38 (2004年)
- 19 (2005年 - 2009年途中、2010年)
- 25 (2009年途中 - 同年終了)